# Utetheisa aphanis
Utetheisa aphanis là một loài bướm đêm thuộc phân họ Arctiinae, họ Erebidae.